# Plethodon vandykei
Espèce
Statut de conservation UICN

 LC  : Préoccupation mineure
Plethodon vandykei est une espèce d'urodèles de la famille des Plethodontidae.

## Répartition
Cette espèce est endémique de l'État de Washington aux États-Unis. Elle se rencontre du niveau de la mer jusqu'à 1 550 m d'altitude dans la chaîne des Cascades et dans les montagnes Olympiques dans la péninsule Olympique notamment dans le parc national Olympique.

## Habitat
Plethodon vandykei apprécie les zones humides à proximité des lacs et des rivières aussi bien en plaine qu'en zones montagneuses couvertes de forêts. Il se cache sous des rochers ou des troncs d'arbres.

## Description
Plethodon vandykei peut atteindre 10 cm de longueur totale,. Il dispose de larges glandes parotoïdes sur chaque côté de sa tête. Il a en général un ventre de couleur sombre et peut avoir des points blancs éparpillés. Il peut également présenter des colorations jaune/orange, rose/saumon et jaune avec des bandes noires. Ces variations de couleurs proviendraient de variations dans le climat où se trouve l'animal. Le mâle à une gorge jaune lorsqu'il est en période de reproduction.
Plethodon vandykei est surtout actif de nuit lorsque le climat est humide et lorsqu'il ne gèle pas. Il est particulièrement actif au printemps durant la période humide causée par la fonte des neiges mais aussi durant la période humide de l'automne. La période estivale est en général plus sèche tandis qu'en hiver il doit se cacher pour se préserver du froid.
La femelle pond ses œufs en petits groupes généralement à l'intérieur de troncs d'arbres en décomposition. La femelle protège les œufs de la ponte (au printemps) jusqu'à l'éclosion (en été).

## Étymologie
Cette espèce est nommée en l'honneur d'Edwin Cooper Van Dyke.

## Publication originale
- Van Denburgh, 1906 : Description of a new species of the genus Plethodon (Plethodon vandykei) from Mount Rainier, Washington. Proceedings of the California Academy of Sciences, Zoology, sér. 3, vol. 4, p. 61-63 (texte intégral).